# Социал-демократическая партия Андорры
Социал-демократическая партия Андорры (кат. Partit Socialdemòcrata) — андоррская социал-демократическая политическая организация, основанная в 2000 году после раскола Национально-демократической партии.
Впервые выступив на парламентских выборах в 2001 году, получила 30 % голосов. На следующих выборах, состоявшихся в 2004, улучшила свой результат, получив 38,1 %, и стала ведущей оппозиционной партией страны. На последних выборах, состоявшихся 26 апреля 2009 года одержала победу, завоевав 45,03 % голосов избирателей, и получив 14 из 28 мест в парламенте страны.
Лидер партии с момента основания — Жауме Бартумеу Кассани.